# Chichimecacihuatzin I
Chichimecacihuatzin I (Pronunciación náhuatlⓘ) fue una reina consorte de Tenochtitlan y emperatriz azteca.

## Familia

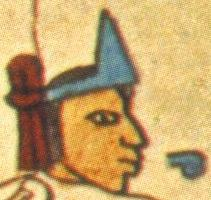
Moctezuma I fue primo y marido de Chichimecacihuatzin.

Chichimecacihuatzin era hija del tlatoani Cuauhtototzin, nieta del tlatoani Tezcacohuatzin, sobrina de la reina Miahuaxíhuitl y prima esposa del tlatoani Moctezuma I. Tuvo al menos un hijo con él, la princesa Atotoztli II. Es probable que tuviera otra hija, Chichimecacihuatzin II.
Es posible que sus hijos fueran los príncipes Iquehuacatzin y Mahchimaleh.
Chichimecacihuatzin fue abuela de los tlatoani Axayacatl, Tizoc y Ahuitzotl y bisabuela de los emperadores Moctezuma II y Cuitláhuac. Chichimecacihuatzin también fue abuela de la reina Chalchiuhnenetzin.